# Meldrick Taylor
Meldrick Taylor (* 19. Oktober 1966 in Philadelphia) ist ein ehemaliger US-amerikanischer Boxer. Er war von September 1988 bis März 1990 Weltmeister der IBF im Halbweltergewicht und von Januar 1991 bis Oktober 1992 Weltmeister der WBA im Weltergewicht.
Bei den Amateuren gewann er die Goldmedaille im Federgewicht bei den Olympischen Sommerspielen 1984 in Los Angeles.

## Amateurkarriere
Taylor gewann 1982 im Bantamgewicht jeweils die US-Meisterschaften und die National Golden Gloves. 1983 gewann er in Santo Domingo die Silbermedaille im Halbweltergewicht bei der Junioren-Weltmeisterschaft, nachdem er erst im Finale gegen Ángel Espinosa verloren hatte.
Im Juni 1984 unterlag er bei der US-Olympiaqualifikation in Fort Worth gegen den späteren Gewinner Andy Minsker, besiegte diesen jedoch im Juli 1984 zweimal bei den Box-Offs in Las Vegas und wurde daher für das Olympiateam nominiert. Bei den Olympischen Sommerspielen 1984 in Los Angeles, welche unter anderem von Kuba, der DDR und den UdSSR boykottiert wurden, besiegte er Nicolae Talpoş aus Rumänien, Francisco Camacho aus Mexiko, John Wanjau aus Kenia, Omar Catarí aus Venezuela sowie Peter Konyegwachie aus Nigeria und wurde damit Olympiasieger im Federgewicht.

## Profikarriere
Taylor begann seine Profikarriere nach den Olympischen Spielen im November 1984 und blieb in 19 Kämpfen ungeschlagen, wobei er bis auf ein Unentschieden gegen Howard Davis (Olympiasieger von 1976) jeden Kampf gewinnen konnte. Er boxte daraufhin am 3. September 1988 in Atlantic City als Herausforderer um den IBF-Weltmeistergürtel im Halbweltergewicht und besiegte den Titelträger Buddy McGirt (Kampfbilanz: 38-1) durch TKO in der zwölften Runde. 1989 gewann er Titelverteidigungen gegen John Meekins (20-1, IBF# 3) und Courtney Hooper (24-1, IBF# 1).
Am 17. März 1990 boxte er in seiner dritten Titelverteidigung und einem Titelvereinigungskampf in Las Vegas gegen den mexikanischen WBC-Weltmeister Julio Chávez (68-0). Im Kampfverlauf landete Chávez die härteren Treffer, während Taylor mit seiner Schnelligkeit und der Trefferanzahl punktete. In der zwölften und letzten Runde, Taylors Augen waren bereits geschwollen und er blutete aus Mund und Nase, wurde er vom Mexikaner mit einer rechten Overhand getroffen und ging zu Boden. Er kam zwar wieder hoch, antwortete jedoch nicht auf die Frage des Ringrichters Richard Steele, ob er weitermachen wolle, weshalb dieser den Kampf zwei Sekunden vor Ende abbrach. Dadurch siegte Chávez durch TKO. Taylor, der später angab die Frage des Ringrichters nicht gehört zu haben, hatte bis zum Abbruch bei zwei der drei Punktrichter in Führung gelegen. Bei Taylor wurden nach dem Kampf eine Gesichtsfraktur, eine Dehydrierung und Blut im Urin festgestellt, weshalb er mehrere Tage im Krankenhaus verbringen musste. Das Duell wurde später zum Ring Magazine Kampf des Jahres gewählt.
Nach dieser umstrittenen Niederlage stieg Taylor in das Weltergewicht auf und wurde am 19. Januar 1991 in Atlantic City mit einem einstimmigen Punktsieg gegen Aaron Davis (32-0) Weltmeister der WBA. Auch diesmal konnte er den Titel zweimal verteidigen; im Juni 1991 gegen Luis Garcia (22-0, WBA# 1) und im Januar 1992 gegen Glenwood Brown (34-2, WBA# 3).
Am 9. Mai 1992 stieg er für einen Kampf gegen den WBC-Weltmeister Terry Norris (31-3) in das Halbmittelgewicht auf, verlor den Kampf jedoch in Las Vegas durch eine TKO-Niederlage in der vierten Runde. In seinem nächsten Kampf, einer Titelverteidigung seines WBA-Gürtels, verlor er am 31. Oktober 1992 in London durch TKO in Runde 8 gegen Crisanto España (27-0). Nach drei folgenden Siegen boxte er am 17. September 1994 in einem Rückkampf gegen Julio Chávez (90-1) um dessen WBC-Titel im Halbweltergewicht, verlor jedoch durch TKO in der achten Runde.
Bis zum Ende seiner Karriere im Juli 2002 bestritt er noch 10 Kämpfe mit 6 Siegen und 4 Niederlagen.